# Paško Tomić
Paško Tomić (1969.) je hrvatski bivši košarkaš.
Igrao je krajem 1980-ih i početkom '90-ih.

## Klupska karijera
S Jugoplastikom je 1988./89. osvojio Kup europskih prvaka. Igrali su: Toni Kukoč, Dino Rađa, Duško Ivanović, Velimir Perasović, Goran Sobin, Zoran Sretenović, Žan Tabak, Luka Pavičević, Teo Čizmić, Ivica Burić, Paško Tomić, Petar Vučica, a vodio ih je Božidar Maljković.
S Jugoplastikom je 1988./89. osvojio Kup europskih prvaka. Igrali su: Toni Kukoč, Dino Rađa, Zoran Savić, Velimir Perasović, Duško Ivanović, Zoran Sretenović, Goran Sobin, Žan Tabak, Luka Pavičević, Aramis Naglić, Petar Naumoski, Velibor Radović, Josip Lovrić, Teo Čizmić, Paško Tomić, a vodio ih je Božidar Maljković.
S POP 84 (bivšom Jugoplastikom ) je 1990./91. osvojio Kup europskih prvakaToni Kukoč, Zoran Savić, Avie Lester, Velimir Perasović, Zoran Sretenović, Žan Tabak, Luka Pavičević, Aramis Naglić, Teo Čizmić, Petar Naumoski, Paško Tomić, Velibor Radović, a vodio ih je Željko Pavličević.

## Trenerska karijera
Nakon igračke karijere bavi se trenerskim poslom. 
Radio je u VfL Kirchheimu.
Radi u PKF Titans Stuttgart 
https://www.pkf-titans.de/u14-maennlich/  Arhivirana inačica izvorne stranice od 22. veljače 2020. (Wayback Machine)
Radi u BBW-Bezirk IV 

## Vanjske poveznice
- 2000 Pasko Tomic coacht den VfL Kirchheim wieder in die Regionalliga und somit zu altem Glanz.
- teckbote.de (4. kolovoza 2012): Trainer, Streetworker, Mensch
- https://www.stuttgarter-nachrichten.de/inhalt.stuttgart-degerloch-ex-basketballstar-gibt-tipps-fuer-den-perfekten-korb.11a9f1cf-f9c4-4fe2-838a-4a83516e1bd0.html